# Burgena baia
Burgena baia är en fjärilsart som beskrevs av Jordan 1912. Burgena baia ingår i släktet Burgena och familjen nattflyn. Inga underarter finns listade i Catalogue of Life.